# Cody Martin
Cody Martin (ur. 28 września 1995 w Mocksville) – amerykański koszykarz grający w Charlotte Hornets na pozycji niskiego skrzydłowego, obecnie zawodnik Charlotte Hornets. 
W Charlotte Hornets występuje wspólnie z bratem bliźniakiem, Calebem.

## Osiągnięcia
Stan na 22 września 2019, na podstawie, o ile nie zaznaczono inaczej.
NCAA
- Uczestnik rozgrywek:
  - Sweet 16 turnieju NCAA (2015, 2018)
  - turnieju NCAA (2015, 2018, 2019)
- Mistrz sezonu regularnego Mountain West (2018, 2019)
- Obrońca roku konferencji Mountain West (2018)
- Zaliczony do:
  - I składu defensywnego All-Mountain West (2018, 2019)
  - II składu All-Mountain West (2018)
  - III składu All-Mountain West (2019)
- Zawodnik tygodnia konferencji Mountain West (26.02.2018)